# Алексеевка (местонахождение)

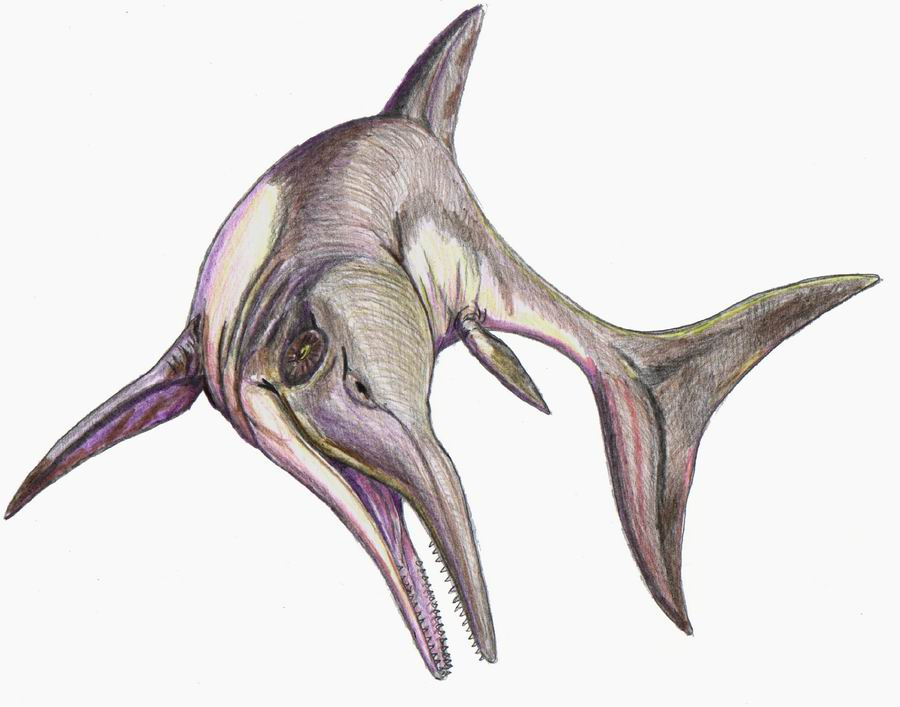
Реконструкция Platypterygius longmani, одного из видов платиптеригиусов (Platypterygius). Видовая принадлежность платиптеригиуса из местонахождения Алексеевка не определена.

Алексеевка — палеонтологическое местонахождение в окрестностях одноимённого посёлка в Хвалынском районе Саратовской области, относящееся к аптскому ярусу нижнего мела. Из отложений местонахождения описаны ископаемые остатки ихтиозавров (Ichthyosauria) и плезиозавров (Plesiosauria).
Геологический разрез неизвестен. Условия залегания и захоронения остатков также неизвестны. 

## Ископаемая фауна

### Ихтиозавры
- Platypterygius sp.

### Плезиозавры
- Pliosauroidea indet.